# Vriesea rodigasiana
Vriesea rodigasiana là một loài thuộc chi Vriesea. Đây là loài đặc hữu của Brasil.

## Giống
- Vriesea 'Mags'
- Vriesea 'Margaret B'
- Vriesea 'Raiane'
- Vriesea 'Vigeri'
- Vriesea 'Vigeri-Major'
- Vriesea 'Vigeri-Minor'